# Parker Kindred
Pour les articles homonymes, voir Kindred.
Jeff Patrick Kindred ou Parker Kindred est un musicien américain.
Il était le batteur de Jeff Buckley et est apparu sur son album posthume Sketches for My Sweetheart the Drunk. Jeff Buckley le rencontra par l'intermédiaire de son bassiste, Mick Grondahl, après le départ d'Eric Eidel, le précédent batteur.
Il a formé le groupe « The A.M. » aux côtés de Michael Tighe, l'ancien guitariste de Jeff Buckley.
Il a également collaboré avec des artistes tels que Adam Green, Joan Wasser (Joan as Police Woman) ou encore Antony and the Johnsons.